# Pontogelos aselgokeros
Pontogelos aselgokeros là một loài chân đều trong họ Cirolanidae. Loài này được Stebbing miêu tả khoa học năm 1910.